# Anna Strońska
Anna Strońska (ur. 14 marca 1931 w Przemyślu, zm. 5 czerwca 2007 w Warszawie) – polska reporterka, pisarka i publicystka. Zwana pierwszą damą polskiego reportażu.

## Życiorys
Absolwentka Wydziału Dziennikarstwa na Uniwersytecie Warszawskim. Pracowała w „Gazecie Krakowskiej” i „Polityce” (1963-1981). Debiutowała w piśmie „Młoda Rzeczpospolita”. W 1960 dostała nagrodę im. J. Bruna, a w 1975 od redakcji „Życia Literackiego”. W 1977 została odznaczona Złotym Krzyżem Zasługi. Związana z „Kulturą”.

## Publikacje
- 1964 – Okopy świętych Grójców
- 1966 – Głupi ślub
- 1966 – Niewolnicy z Niepołomic
- 1970 – Proszę nie podawać nazwiska
- 1972 – Palmy w  kufrze (nowele)
- 1974 – Panno piękna, piękny mój aniele
- 1977 – Tyle szczęścia dla szewców
- 1978 – W wolnych chwilach przed śmiercią
- 1979 – Podróż na kresy
- 1979 – Drogą długą jak Rosja
- 1991 – Jeszcze tylko ten las (scenariusz do filmu pod tym tytułem, wyreżyserowanego przez Jana Łomnickiego)
- Przyjechała Żydówka (monodram, wielka rola Ryszardy Hanin)
- 1998 – Dopóki milczy Ukraina
- Życie jakie jest
- Motyw wschodni
- Ściśle prywatna Europa
- Anglia któregoś dnia
- 1993 – Sennik Galicyjski